# Cantó de Posavina
El cantó de Posavina és un cantó de la Federació de Bòsnia i Hercegovina. És el cantó més petit, amb una àrea de només 325 km² (el 50% més gran que el districte de Brčko) poblat per 43,588 persones (2003), 73% d'ells croats. El cantó es divideix en els municipis de Domaljevac, Odžak, Orašje.
El cantó està vora la frontera amb Croàcia i vora el riu Sava amb la qual forma la frontera natural entre Croàcia i Bòsnia i Hercegovina.
Posavina és una regió que inclou altres parts de Bòsnia i Hercegovina i parts de Croàcia. A causa d'això, aquest cantó sovint és anomenat Bosanska Posavina (Posavina Bosniana) i és l'única part del nord de Bòsnia vora la frontera amb Croàcia que pertany a la Federació. La resta del nord de Bòsnia vora el riu Sava i vora la frontera forma el districte de Brčko i la República Srpska. El districte de Brčko talla la República Srpska en 2 parts.
La capital és Orašje (3,400 residents). HNK Orašje, el club de futbol local guanyà la lliga de Bòsnia i Hercegovina.

## Població
El 2003 la població del cantó sumava 43.558 persones, incloses:
- Croats: 36,049 (82,8%)
- Bosnians: 6,360 (14,6%)
- Serbis: 728 (1,8%)
- altres: 367 (0,8%)

## Geografia
La posició del cantó de Posavina vora el riu Sava és un bon lloc per a l'agricultura, ja que és una planura i no hi ha muntanyes. El riu Sava travessa Eslovènia, Croàcia, Bòsnia i Hercegovina i Sèrbia. A Bòsnia i Hercegovina travessa la frontera nord i fa de frontera natural entre Bòsnia i Hercegovina i Croàcia.
Posavina vol dir al llarg del Sava en les parles locals. El riu Sava és el riu més llarg navegable a Bòsnia i Hercegovina. Molts dels queviures produïts a Bòsnia i Hercegovina i a Croàcia provenen d'aquesta regió, no sols de la Posavina bosniana sinó de la resta de terres fèrtils als marges del riu Sava.